# Champions Trophy mannen 2016
De 36ste editie van de Champions Trophy hockey werd gehouden van 10 tot en met 17 juni 2016 in Londen, Groot-Brittannië.
In eerste instantie zou het toernooi in het Argentijnse San Miguel de Tucumán worden gehouden. De FIH ontnam het toernooi aan Argentinië omdat dat land niet kon voldoen aan de contractuele afspraken over televisierechten en sponsoring en de organisatie en wees Londen aan als speelplaats.
Nadat de drie voorgaande edities op twee verschillende manieren werden afgewerkt, greep de FIH terug op de toernooiopzet die tot 2010 de standaard was; een toernooi met zes landen waarbij elk land een keer tegen elk ander land speelt en de beste twee landen in de finale om de titel strijden.

## Geplaatste teams
Voor deelname plaatsen zich het gastland, de wereldkampioen, de winnaar van de World League, de olympisch kampioen en de winnaar van de Champions Challenge. De FIH wees de overige deelnemers aan. Nederland wees een uitnodiging van de FIH af vanwege bezuinigingen en omdat het niet zou passen in de voorbereiding op de Olympische Spelen die een paar maanden later worden gehouden.
- Australië (wereldkampioen 2014 en winnaar Hockey World League 2014-15)
- België (uitgenodigd door de FIH)
- Duitsland (olympisch kampioen)
- Groot-Brittannië (gastland)
- India (uitgenodigd door de FIH)
- Zuid-Korea (winnaar Champions Challenge 2014)

## Scheidsrechters
- David Tomlinson
- Haider Rasool
- Raghu Prasad
- Chen Dekang
- Coen van Bunge

- Jakub Mejzlik
- Nathan Stagno
- Diego Barbas
- Lim Hong Zhen
- Deon Nel (video)

## Groepsfase
| Team             | GS | W | G | V | DV | DT | DS  | Ptn |
| ---------------- | -- | - | - | - | -- | -- | --- | --- |
| Australië        | 5  | 4 | 1 | 0 | 14 | 7  | +7  | 13  |
| India            | 5  | 2 | 1 | 2 | 10 | 11 | -1  | 7   |
| Duitsland        | 5  | 1 | 3 | 1 | 18 | 12 | +6  | 6   |
| Groot-Brittannië | 5  | 1 | 3 | 1 | 9  | 7  | +2  | 6   |
| België           | 5  | 1 | 2 | 2 | 9  | 12 | -3  | 5   |
| Zuid-Korea       | 5  | 1 | 0 | 4 | 6  | 17 | -11 | 3   |

| 10 juni 2016 16:00 |           |       |  |
| Duitsland          | 3-3       | India |  |
|                    | (verslag) |       |  |

| 10 juni 2016 18:00 |           |            |  |
| België             | 0-2       | Zuid-Korea |  |
|                    | (verslag) |            |  |

| 10 juni 2016 20:00 |           |           |  |
| Groot-Brittannië   | 0-0       | Australië |  |
|                    | (verslag) |           |  |

| 11 juni 2016 14:00 |           |        |  |
| Duitsland          | 4-4       | België |  |
|                    | (verslag) |        |  |

| 11 juni 2016 16:00 |           |                  |  |
| India              | 2-1       | Groot-Brittannië |  |
|                    | (verslag) |                  |  |

| 11 juni 2016 18:00 |           |            |  |
| Australië          | 4-2       | Zuid-Korea |  |
|                    | (verslag) |            |  |

| 13 juni 2016 12:00 |           |                  |  |
| Zuid-Korea         | 1-4       | Groot-Brittannië |  |
|                    | (verslag) |                  |  |

| 13 juni 2016 14:00 |           |           |  |
| Duitsland          | 3-4       | Australië |  |
|                    | (verslag) |           |  |

| 13 juni 2016 16:00 |           |       |  |
| België             | 2-1       | India |  |
|                    | (verslag) |       |  |

| 14 juni 2016 16:00 |           |            |  |
| India              | 2-1       | Zuid-Korea |  |
|                    | (verslag) |            |  |

| 14 juni 2016 18:00 |           |        |  |
| Australië          | 1-0       | België |  |
|                    | (verslag) |        |  |

| 14 juni 2016 20:00 |           |           |  |
| Groot-Brittannië   | 1-1       | Duitsland |  |
|                    | (verslag) |           |  |

| 16 juni 2016 16:00 |           |       |  |
| Australië          | 4-2       | India |  |
|                    | (verslag) |       |  |

| 16 juni 2016 18:00 |           |           |  |
| Zuid-Korea         | 0-7       | Duitsland |  |
|                    | (verslag) |           |  |

| 16 juni 2016 20:00 |           |        |  |
| Groot-Brittannië   | 3-3       | België |  |
|                    | (verslag) |        |  |

## Finales
Om de 5e/6e plaats
| 17 juni 2016 15:45 |           |            |  |
| België             | 4-3       | Zuid-Korea |  |
|                    | (verslag) |            |  |

Om de 3e/4e plaats
| 17 juni 2016 18:15 |           |                  |  |
| Duitsland          | 1-0       | Groot-Brittannië |  |
|                    | (verslag) |                  |  |

Finale
| 17 juni 2016 20:15 |           |       |  |
| Australië          | 0-0 (3-1) | India |  |
|                    | (verslag) |       |  |

## Eindstand
1. Australië
2. India
3. Duitsland
4. Groot-Brittannië
5. België
6. Zuid-Korea

Mannen:
Lahore 1978 ·
Karachi 1980 ·
Karachi 1981 ·
Amstelveen 1982 ·
Karachi 1983 ·
Karachi 1984 ·
Perth 1985 ·
Karachi 1986 ·
Amstelveen 1987 ·
Lahore 1988 ·
Berlijn 1989 ·
Melbourne 1990 ·
Berlijn 1991 ·
Karachi 1992 ·
Kuala Lumpur 1993 ·
Lahore 1994 ·
Berlijn 1995 ·
Chennai 1996 ·
Adelaide 1997 ·
Lahore 1998 ·
Brisbane 1999 ·
Amstelveen 2000 ·
Rotterdam 2001 ·
Keulen 2002 ·
Amstelveen 2003 ·
Lahore 2004 ·
Chennai 2005 ·
Barcelona 2006 ·
Kuala Lumpur 2007 ·
Rotterdam 2008 ·
Melbourne 2009 ·
Mönchengladbach 2010 ·
Auckland 2011 ·
Melbourne 2012 ·
Bhubaneswar 2014 ·
Londen 2016 ·
Breda 2018
Vrouwen:
Amstelveen 1987 ·
Frankfurt 1989 ·
Berlijn 1991 ·
Amstelveen 1993 ·
Mar del Plata 1995 ·
Berlijn 1997 ·
Brisbane 1999 ·
Amstelveen 2000 ·
Amstelveen 2001 ·
Macau 2002 ·
Sydney 2003 ·
Rosario 2004 ·
Canberra 2005 ·
Amstelveen 2006 ·
Quilmes 2007 ·
Mönchengladbach 2008 ·
Melbourne 2009 ·
Nottingham 2010 ·
Amstelveen 2011 ·
Rosario 2012 ·
Mendoza 2014 ·
Londen 2016 ·
Changzhou 2018